# Alabama (1926)
Pour les articles homonymes, voir Alabama (homonymie).
L’Alabama est une goélette à deux-mâts, à coque bois, construite en 1926.

## Histoire
La goélette a été réalisée au chantier naval de Pensacola en Floride et a été lancée le 12 juin 1926 sous le nom d’Alabamian. C'est un modèle de bateau de pêche très manœuvrable typique de la région de Gloucester. Elle a été utilisée comme schooner pilote dans la baie de Mobile jusqu'en 1966.
Elle fut entièrement restaurée entre 1995 et 1998 par la G.S. Maynard Shipbuilding Company sur la conception du capitaine Robert S. Douglas de la Coastwise Packet Company pour servir de charter à passagers et a été équipée de deux moteurs.
Elle a rejoint sa première goélette le Shenandoah.
Aujourd'hui elle navigue souvent avec des jeunes de la côte méridionale de la Nouvelle-Angleterre. Elle peut emmener 27 passagers en croisière et jusqu'à 49 en sortie de journée.